# Seen (Winterthur)
Seen (toponimo tedesco) è un distretto di 19 011 abitanti del comune svizzero di Winterthur, nel Canton Zurigo (distretto di Winterthur).

## Storia

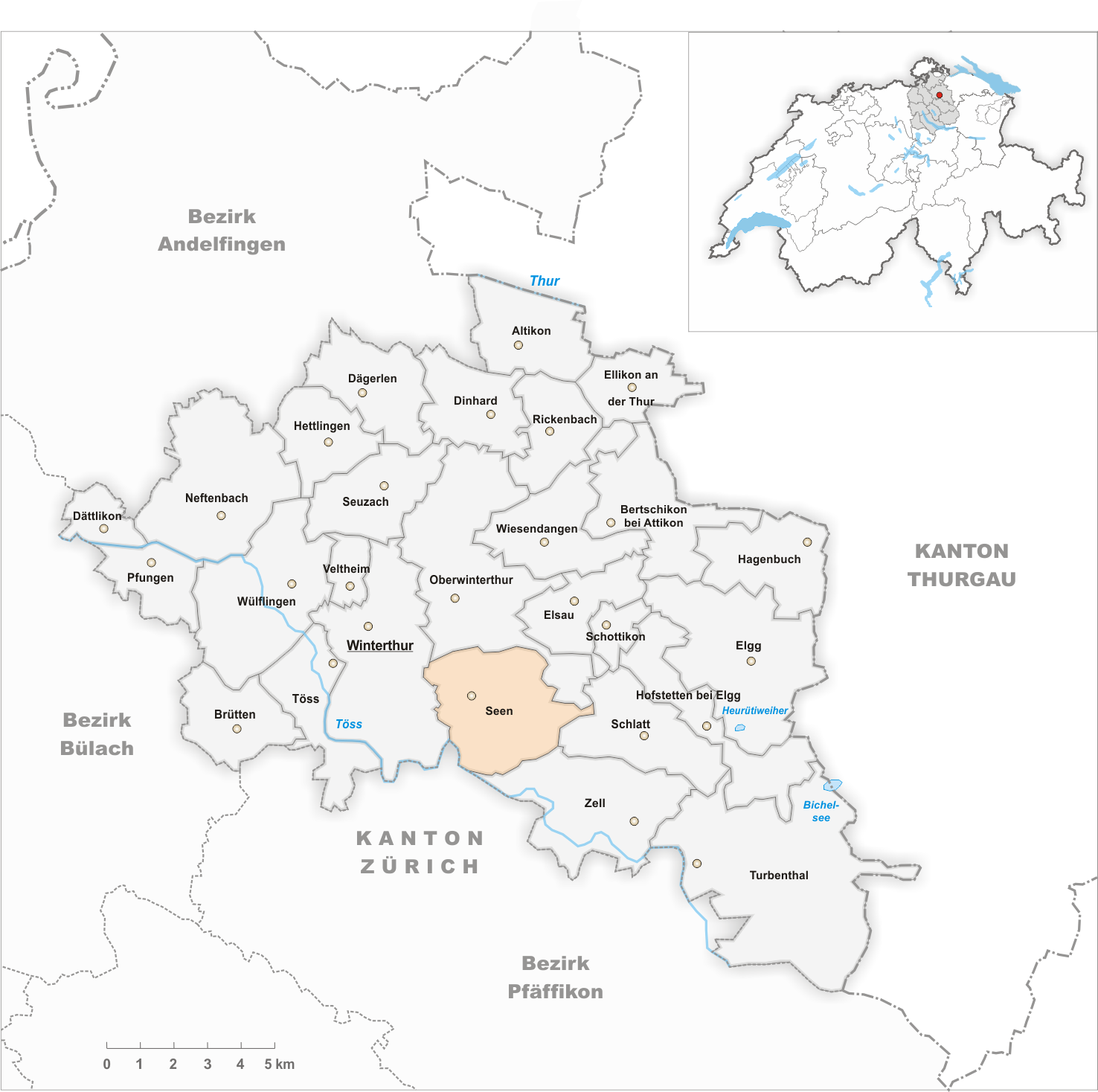
Il territorio del comune di Seen prima degli accorpamenti comunali del 1922

Già comune autonomo che comprendeva anche le frazioni di Eidberg, Iberg, Sennhof e Stocken, nel 1922 è stato accorpato al comune di Winterthur assieme agli altri comuni soppressi di Oberwinterthur, Töss, Veltheim e Wülflingen.

## Monumenti e luoghi d'interesse

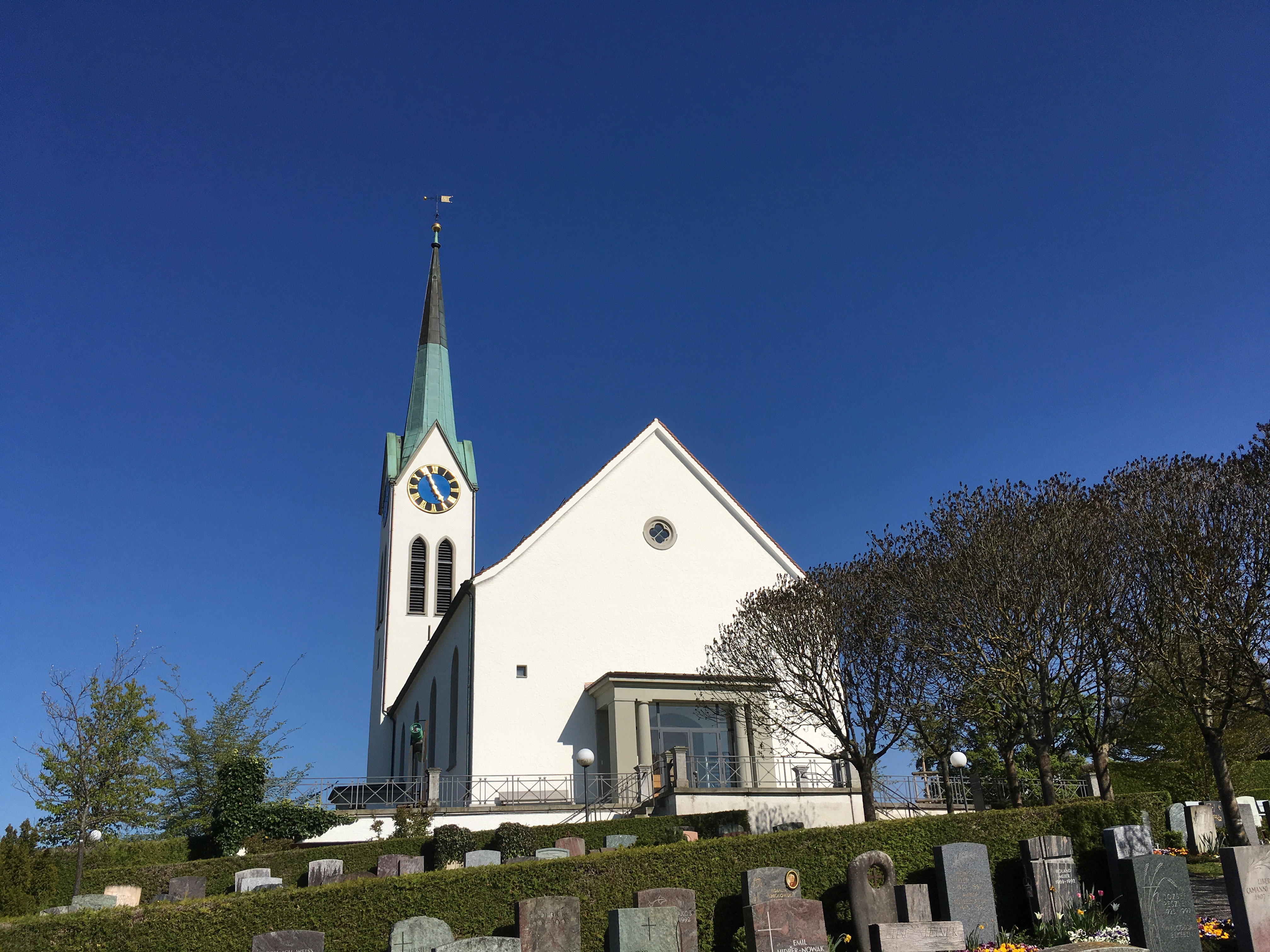
La chiesa riformata

- Chiesa riformata (già di Sant'Urbano), eretta nel 1648-1649[1].

## Società

### Evoluzione demografica
L'evoluzione demografica è riportata nella seguente tabella:
Abitanti censiti

## Geografia antropica

### Quartieri

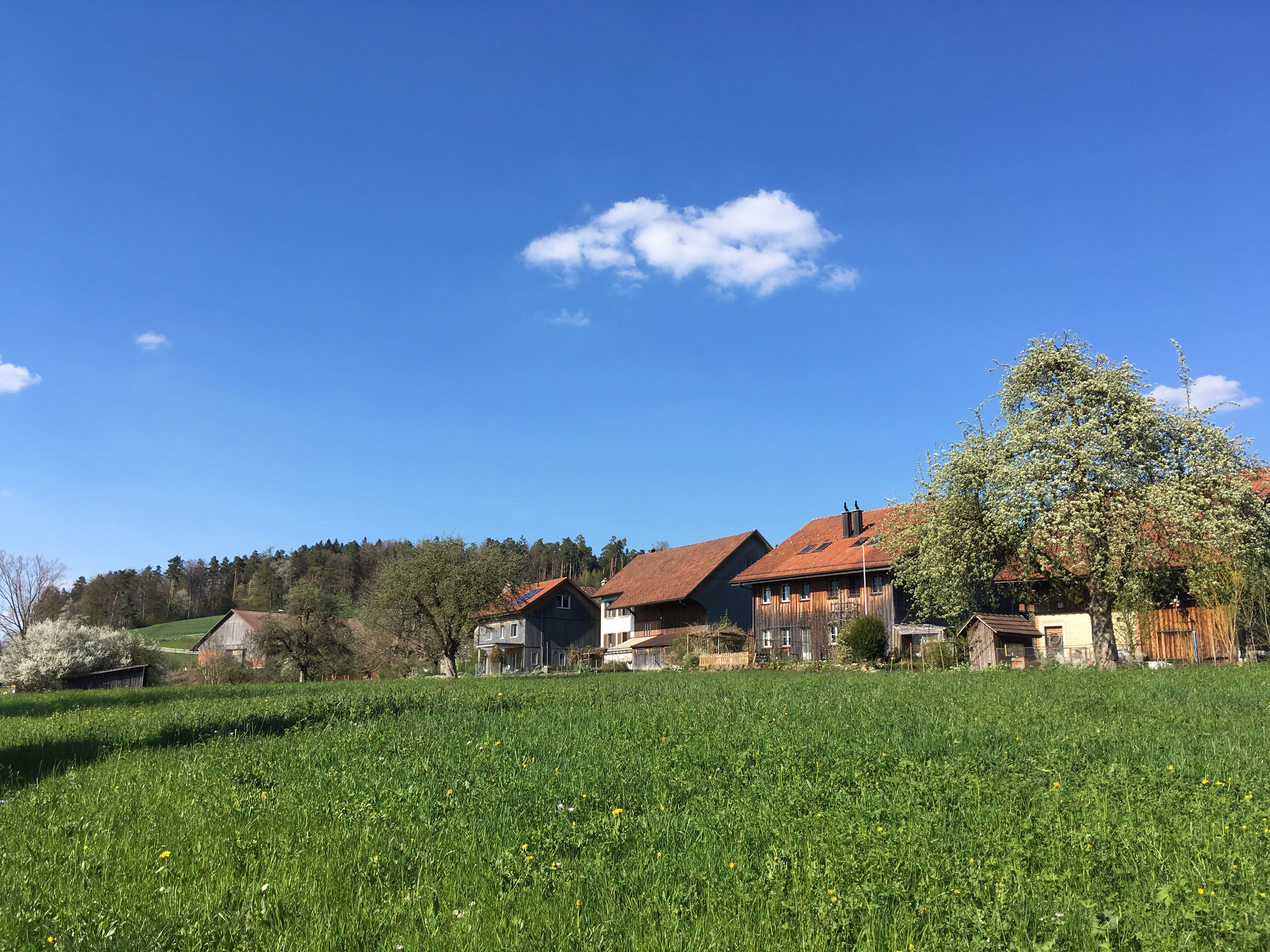
Eidberg

- Büelwiesen
- Eidberg
- Ganzenbühl
- Gotzenwil
- Iberg
- Oberseen
- Sennhof
- Sonnenberg
- Waldegg
- Waser

## Infrastrutture e trasporti

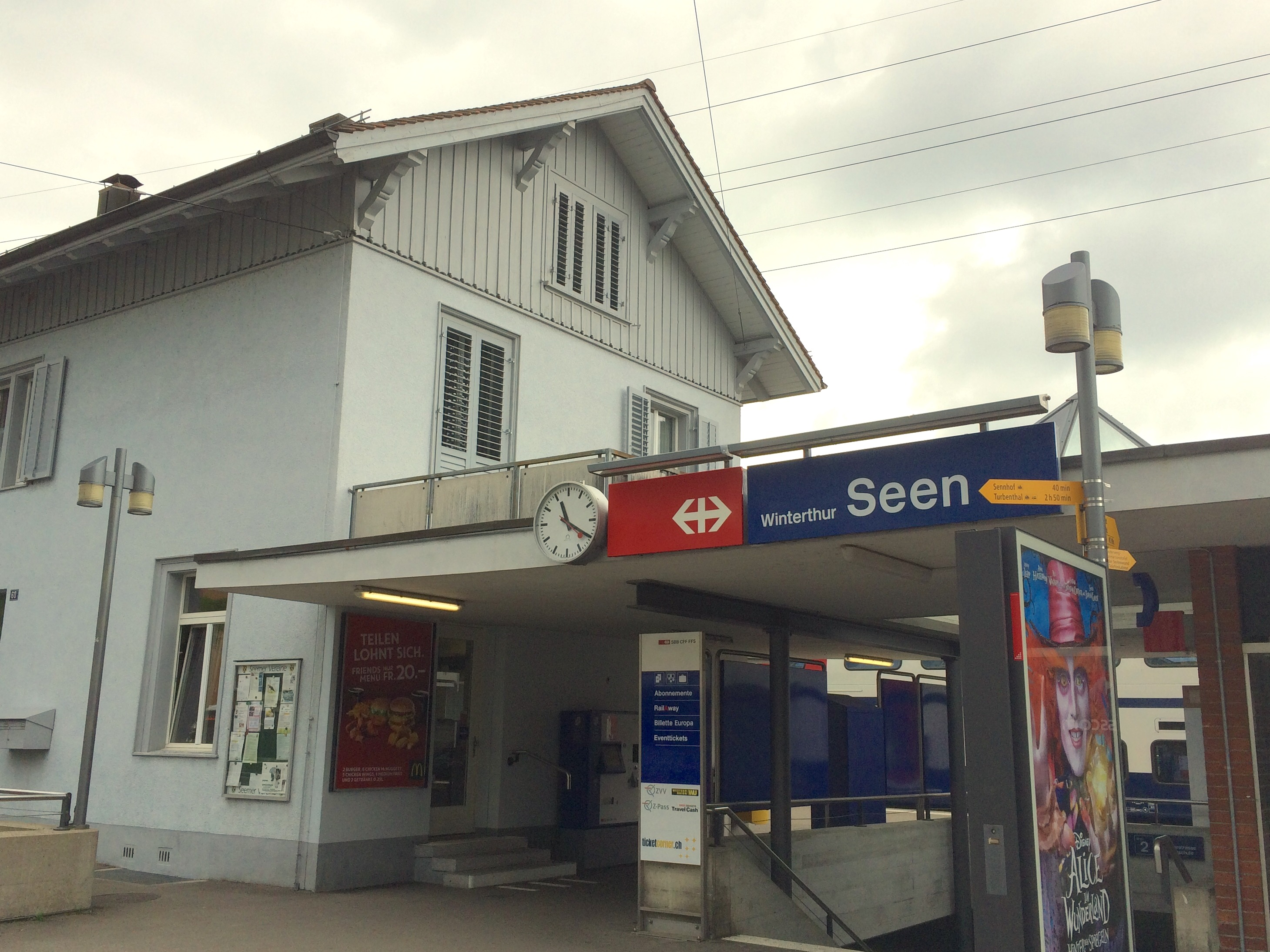
La stazione di Winterthur Seen

Seen è servito dalla stazione di Winterthur Seen sulla Tösstalbahn.

## Amministrazione
Ogni famiglia originaria del luogo fa parte del cosiddetto comune patriziale e ha la responsabilità della manutenzione di ogni bene ricadente all'interno dei confini del comune.